# Bucculatrix criticopa
Bucculatrix criticopa är en fjärilsart som beskrevs av Edward Meyrick 1915. Bucculatrix criticopa ingår i släktet Bucculatrix och familjen kronmalar. Inga underarter finns listade i Catalogue of Life.